# Augustiniánský klášter ve Vratěníně
Bývalý klášter bosých augustiniánů ve Vratěníně je konvent augustiniánských bosáků, později spadající pod německo-českou provincii řádu, byl založen 26. listopadu 1696 z popudu majitele uherčického panství Františka Benedicta Berchtolda. Řádoví bratři zde postupně vybudovali klášter s kostelem sv. Mikuláše Tolentinského a loretánskou kaplí. 30. června 1814 Josef II. svým dekretem klášter zrušil. V době napoleonských válek sloužila budova kláštera vojenskému lazaretu. Po požáru v roce 1821 čekalo opuštěný klášter nejprve rozparcelování nemovitého majetku k odprodeji privátním zájemcům a po odsunu německého obyvatelstva postupná devastace objektů. Poslední ránu mu uštědřil nástup vlády KSČ a zřízení železné opony. O záchranu budovy se počal pokoušet památkový úřad asi od roku 1963. Dne 19. února 1973 byl zapsán do státního seznamu nemovitých kulturních památek Jihomoravského kraje. V roce 1980 doporučilo Krajské středisko památkové péče a ochrany přírody v Brně využít objekt jako pobočku Okresního archivu ve Znojmě, popřípadě zde zřídit domov důchodců nebo hotel. Ani k jednomu za komunistického režimu nedošlo. Po sametové revoluci přešly jednotlivé domy do soukromého vlastnictví nových majitelů. Od roku 1988 je komplex chráněn jako kulturní památka.

## Založení kláštera

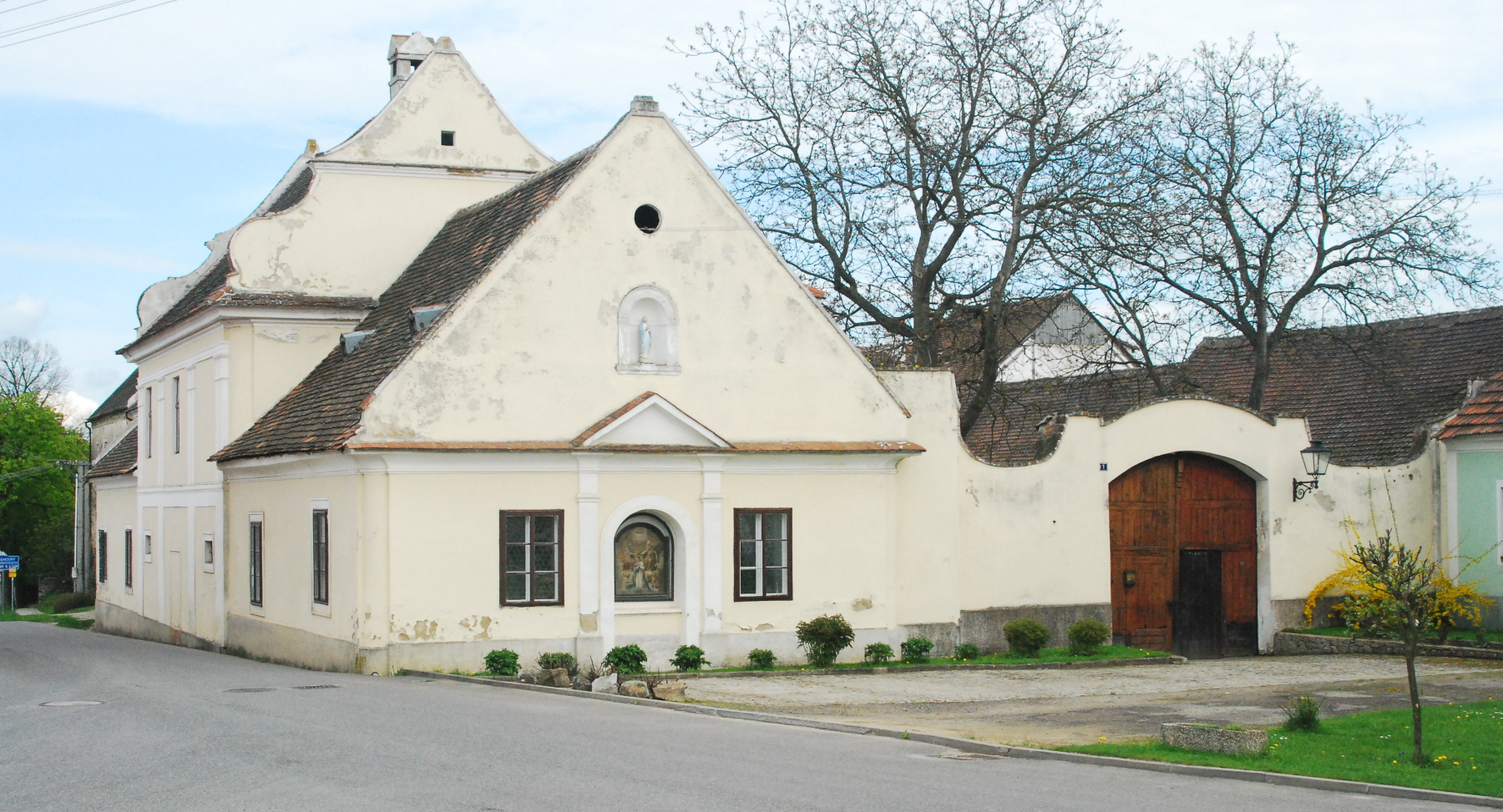
Dvoupodlažní bývalý zámeček čp. 1 na parcele č. 91 sestával z obytných pokojů, komory, stájí, kůlny, stodoly a dvora. Patřil k němu ovocný sad a kuchyňská zahrada o rozloze 695 sáhů. Po požáru kláštera byla i budova bývalého zámečku rozprodána do soukromého vlastnictví. První poschodí zámečku bylo někdy na začátku 19. století stavebně upraveno. Stodola byla zbudována na parcele č. 99. Dům koupil od náboženského fondu 20. dubna 1827 za 2 915 zlatých vdovec Josef Hegenauer. 19. listopadu 1857 zdědila dům Alžběta Mistelsteiger. Po její náhlé smrti přešel dům 5. srpna 1861 na Kateřinu Mistelsteiger (rozenou Schwarz). 8. října 1867 patřil Johannu Mistelsteigerovi. 11. dubna 1905 vlastnil dům další rodinný příslušník Marie Mistelsteiger. 6. července 1912 uzákonila právoplatným majitelem ideální poloviny svého manžela Franze Steindla a dále držela nemovitost pod jménem Marie Steindl. Po odsunu německého obyvatelstva připadla nemovitost v roce 1950 státu – místnímu národnímu výboru. V současné době (2014) jsou majiteli objektu Ing. Karel Zlámal a Blanka Zlámalová z Brna. Od roku 1988 je usedlost zapsána na státním seznamu kulturních památek pod č. 34410/7-6936

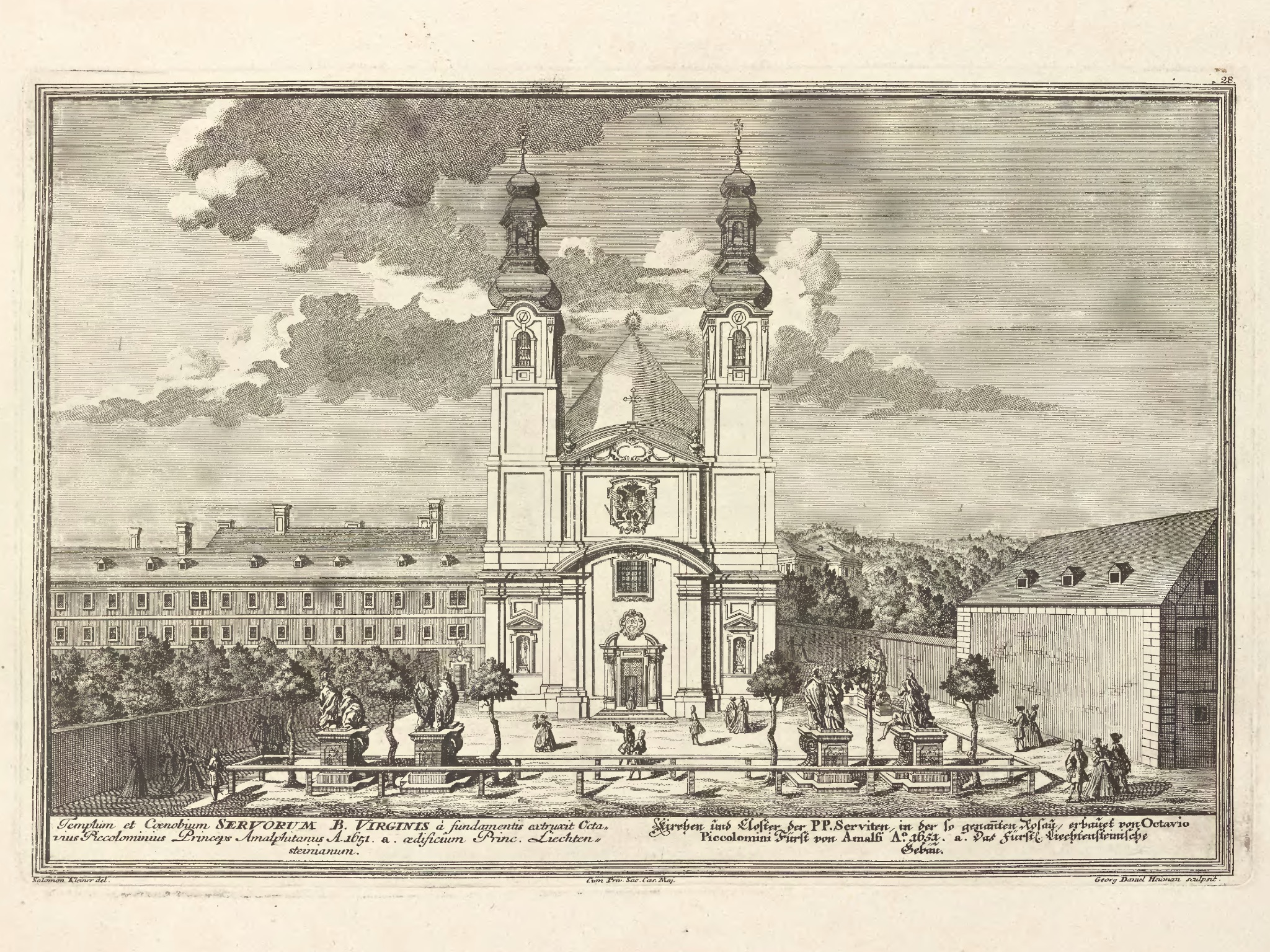
Vídeňský kostel servitů 1724 - jako předloha pro kostel sv. Mikuláše Tolentinského ve vratěnínském klášteře bosých augustiniánů měl posloužit vídeňský kostel Servitenkirche, na kterém prováděli stavitelé Sebastian Blümel a Johann Pauli dokončovací práce. Vratěnínský kostel s loretánskou kaplí v levé věži kostela a kaplí sv. Jana Nepomuckého v pravé byl nejhonosnějším kostelem v celém okolí.

Augustiniánský klášter bosáků ve Vratěníně byl jediným klášterem v zemích Koruny české, který spadal do německé části německo-české (rakouské) provincie. Proto také příprava noviců probíhala ve vídeňském klášteře Maria Brunn, zatímco do ostatních českých klášterů přicházeli nováčci z kláštera s kostelem Narození Panny Marie v Táboře.
Zámeček majitele uherčického panství Františka Benedicta svobodného pána Berchtolda ve Vratěníně poskytoval velmi často nocleh cestujícím na císařské cestě mezi Vídní a Prahou. V roce 1677 tudy cestoval při příležitosti přeložení generálního studia z Prahy do Vídně jeden z lektorů tohoto studia císařský teolog, vynikající řečník a kazatel řádu bosáků P. Bernardus a S. Theresa a získal si náklonnost barona i jeho ženy. V roce 1678 pobyl teolog Bernard na zámku několik týdnů a František Benedikt s manželkou Marií Elisabeth se rozhodli pro bosé augustiniány zřídit ve Vratěníně klášter. Záměr hraběcí rodiny zkomplikovaly nejen protesty františkánů, kapucínů a olomoucké konzistoře, ale také epidemie moru v roce 1679 a 1680, před kterou hraběcí rodina opustila panství.
Dne 20. ledna 1687 postoupil František Benedikt Berchtold darovací listinou mnichům zámeček ve Vratěníně, zavázal se zřídit ke klášteru loretánskou kapli, udržovat ji a starat se v ní o věčné světlo nebo místo posledních dvou bodů darovat klášteru ročně 12 sudů piva a 200 zlatých plynoucích z důchodu panství. V roce 1668 nechal vystavět ve Vratěníně kapli Božího hrobu a nařídil v ní 12 mší ročně, o rok později 9. dubna 1669 věnoval kapli farnímu kostelu, který spravovali premonstráti z kláštera v Jeruši (Geras). V roce 1690 však majitel uherčického panství František Benedikt zemřel a podle závěti z 13. dubna 1679 zdědily panství jeho dcery – Marie Anna Schrattenbachová, Marie Isabella Braidová, Marie Eleonora Wittenová, Marie Maxmiliána a Marie Josefa Wilczeková. Za dva roky od nich panství odkoupil Donát Heissler z Heitersheimu a povinnosti plynoucí z darovací listiny přešly na něho.
V období 1693–1696 žádali několikrát představení z vídeňské kongregace pána z Heitersheimu o urychlenou opravu dezolátního stavu zámečku. Celá situace nabrala urychlený spád teprve po smrti Donáta Heisslera. Císař Leopold I. potvrdil 26. listopadu 1696 založení kláštera. 1. ledna 1697 obdržel provinciál bosých augustiniánů Anselm a Sancto Christophoro od vdovy Marie Barbory Heisslerové 5 000 zlatých, kterými vyplatila fundaci hraběte Berchtolda a také zajistila celé vybavení kláštera. Vdova Marie Barbora (rozená Berchtoldová) zámeček 20. února 1697 uvolnila a tak se konečně mohli dva řádoví mniši a jeden laický bratr z Vídně nastěhovat. 25. května 1699 byla v kapli sv. Mikuláše celebrována mše za položení základního kamene k loretánské kapli a byl vybrán patron budoucího kostela sv. Mikuláš z Tolentina.
Loretánská kaple byla první impozantní budovou postavenou podle vzoru vídeňské kaple. Jednalo se o obezděnou cihlovou stavbu s kanelovanými sloupy uprostřed ambitu. Základní kámen položil a posvětil 20. října 1699 probošt z Nové Říše Bernard Leipold. Už v roce 1699 byl příval poutníků obrovský. Nová Casa Santa se nacházela v levé věži kostela, která byla pravděpodobně pozůstatkem původního hradu. Mši za položení základního kamene kláštera celebrovali bosáci v roce 1719. Bohoslužby se prozatím konaly v refektáři. V roce 1726 udělil papež Benedikt XIII. farnímu kostelu, kostelu sv. Mikuláše z Tolentina a loretánské kapli celou řadu odpustků, čímž poutní místo získalo na významu. Rancířovský farář H. Candid Nazer, premonstrát z Jeruše (Geras), vedl v tomto roce ve středu po letnicích slavnostní procesí k loretánské kapli. Vratěnínský farář se tohoto nápadu ujal a v letech 1726–1729 putovali farníci s růžencovými modlitbami k augustiniánské Santa Casa. Kaple musela v roce 1729 ustoupit stavbě kostela.
Stavební plány kláštera vyhotovil stavitel Sebastian Blümel (1677–1728), zednický mistr města Vídně, po jeho smrti převzal stavební práce jeho polír Johann Pauli (1694–1761). Samotnou stavbu provedli zedničtí mistři z blízkého okolí (Dominicus Susmann, Johann Michael Koppner z Drosendorf). Základní kámen klášterního kostela mniši slavnostně posvětili 29. července 1726. 1. ledna 1728 potvrdil uherčický hrabě František Heissler z Heitersheimu (syn hraběnky Heislerové) bosákům donaci, která sestávala z kusu pole pro zřízení zahrady, 20 sudů piva, 12 měřic pšenice, 4 měřice hrachu, 24 měřic zrna, 8 osminek másla, 40 klaftrů měkkého palivového dřeva. Ke stavbě kostela daroval hrabě 1 000 měřic vápna, zavázal se vybudovat v něm hlavní oltář, pro věčné světlo zaslat 108 pfundů ovčího tuku a na údržbu budov 20 měřic vápna a 1 000 pálených tašek a poskytoval klášteru roční naturálie z uherčického panství. Mniši na oplátku každý měsíc odsloužili bohoslužbu (Totenamt) na počest zemřelé hraběcí rodiny a udělili manželce donátora, ale i po její smrti druhé manželce a všem dalším ženám majitelů panství, výjimku z klášterní klauzury honestae conversationis gratia – vstup do kláštera.
Provinciál řádu musel kvůli finančním problémů, které stavbu doprovázely, intervenovat u císaře Karla VI., protože konvent ve Vídni stavbu financoval. Nový klášter i s kostelem byl dokončen v letech 1726 až 1740. Nejprve kůr s podélnou lodí a v roce 1729 po rozebrání první loretánské kaple také čelní strana („Frontispiz“) s druhou věží. První věž s novou loretánskou kaplí vznikla na základech původní tvrze a pravděpodobně zde již stála. Předlohou pro dokončený a slavnostně 18. června 1739 vysvěcený kostel se měl stát vídeňský kostel (Servitenkirche), na kterém Blümel a Pauli prováděli dokončovací práce. Kostel a loretánská kaple se staly oblíbeným poutním místem. Putovala sem procesí z jižní Moravy, z jižních a východních Čech a Dolních Rakous. Výhodná poloha na cestě z Vídně do Čech tomu jistě nemalou měrou přispěla. Věhlasu kostela s klášterem a loretánskou kaplí také pomohlo po roce 1726 nadání lorety plnomocnými odpustky.

## Výzdoba a vybavení

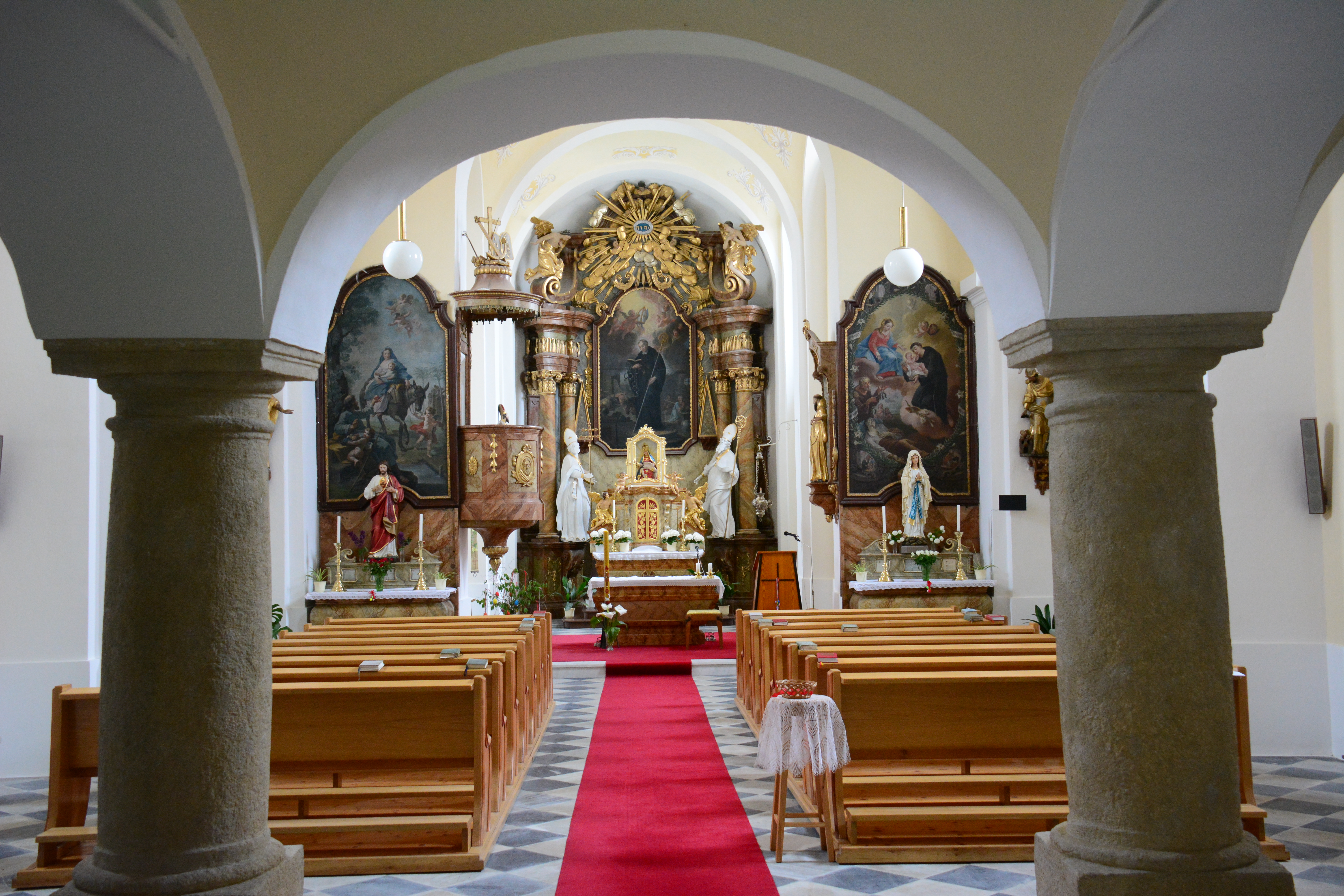
Interiér kostela sv. Linharta v obci Havraníky. Do kostela byly přemístěny některé oltářní obrazy ze zrušeného kláštera ve Vratěníně. Na obrázku je vidět na levé straně oltář s obrazem Útěk do Egypta. Na tlumeném modrém pozadí je vidět andílek, který vede osla přes úzký most, na něm sedící Pannu Marii s Ježíškem v klíně. V popředí nabízí Josef Marii z mísy jablko, kterou mu podává anděl. Obraz není datovaný ani signovaný. Na pravé straně je umístěn další vratěnínský oltářní obraz sv. Antonína Paduánského, který klečí před Marií a v náručí svírá jezulátko.

Uměleckou výzdobu kláštera a kostela prováděli řádoví umělci a řemeslníci. Ze sestaveného inventáře na počest založení je patrné původní vybavení kostela - vedle hlavního velkého oltáře se nacházely v postranních kaplích dva velké oltáře s tabernákly, čtyři menší oltáře stály v apsidách. V jedné věži byla umístěna loretánská kaple a v druhé kaple sv. Jana Nepomuckého.
Hlavní oltář zdobil obraz patrona sv. Mikuláše Tolentinského, který doplňovaly čtyři pomocné postavy s mariánským zaměřením: zakladatele řádu sv. Augustina, jeho matky Moniky, sv. Josefa a Anny, matky Marie. Také se zde nacházel jako ve všech kostelech bosáků obraz augustiniánského bratrstva černého koženého opasku Gürtelbruderschaft. Ve Vratěníně zodpovídal za oltář vlastní strážce (Domkustos) "Cincturatsbruderschaft". Oltář bratrstva stál na prominentním místě v pravé postranní kapli a podle inventáře nesl obraz název Panny Marie Těšitelky. Po stranách ho doprovázely sochy svatého Mikuláše z Tolentina a Kristiny. Oltář má být věrnou kopií obrazu v kostele obutých augustiniánů sv. Tomáše v Brně. Druhý boční velký oltář byl zasvěcený Nejsvětější Trojici. Podle toho také řádový malíř Fr. Augustinus a S. Luca ztracený oltář doplnil postavami teologů Prospera a Fulgentia. Nicméně ústřední postavou zde byla opět Panna Marie. Velmi pěkná kopie "moravského paladia" ze Starého Brna z kostela sv. Tomáše je uschována v Havraníkách (německy Kaidling). Obě boční kaple doplňovaly na každé straně dvě polokruhové apsidy, ve kterých byly umístěny malé oltáře.
Dva z těchto oltářů byly zasvěceny sv. Antonínu Paduánskému a Čtrnácti svatým pomocníkům, kteří platili za lidové svaté. Oltář s pomocníky byl věnován především okolnímu obyvatelstvu, proto ho doprovázeli ochránce dobytka svatý Leopold a patron pastevců a poutníků svatý Vendelín. Hlavní místo na obraze je věnováno opět řádovému svatému Tomášovi z Villanovy, arcibiskupovi z Valencie. Další malý oltář stávající v apsidě s obrazem sv. Antonína Paduánského se nachází také v kostele v Havraníkách. I na tomto obraze hraje ústřední roli Panna Marie - svatý Antonín klečí před Marií a v náručí svírá jezulátko. Doprovodnými figurami jsou zakladatelé řádu Eligius s Franzem de Paula a řádový jezuita Franz Xaver. Další dva postranní oltáře se dají označit za zcela mariánské. Desková malba mezi oltářem Panny Marie Těšitelky a hlavním oltářem znázorňovala Útěk do Egypta. Obraz nalézající se v Havraníkách ukazuje na tlumeném modrém pozadí andílka, který vede osla přes úzký most, na něm sedící Pannu Marii s Ježíškem v klíně. V popředí nabízí Josef Marii z mísy jablko, kterou mu podává anděl. Obraz není datovaný ani signovaný. Asistují zde patroni požáru a vodního nebezpečí Judas Thaddäus a Florián.
Velmi často je také bosými augustiniány uctíván sv. Josef jako manžel Marie. Ve Vratěníně byl poslední oltář v apsidě nazván Smrt svatého Josefa. Obraz se nachází v kostele v dolnorakouské obci Thaya. Doprovázely ho archanděl Michael, anděl strážný a psychopomp (převaděč mrtvých). Obrovská úcta k Janu Nepomuckému se projevila také v místním klášteře. Zasvěcena mu byla kaple v pravé z obou věží lemujících vchod kostela. Od vnitřku kostela ji oddělovaly dvojkřídlé železné mřížové dveře. Inventář kaple sestával ze sochy svatého Jana Nepomuckého, dřevěného reliéfu Zpověď královny a sochy Madony s hlavami andělů. Oltář na počest Jana Nepomuckého zde stával ještě před kanonizací - od roku 1727. Stržení staré loretánské kaple a stavba nové v levé věži klášterního kostela již takto oblíbená procesí poutníků ještě umocnily. Loretánský kult přetrvával u katolického obyvatelstva v blízkém i vzdáleném okolí i po zrušení kláštera a ustal teprve po vyklizení kláštera v roce 1814. Ale i tak si farníci vyprosili kapli novou.

## Náklonnost císařské rodiny
V klášterním životě hrály významnou roli také návštěvy císařské rodiny. V roce 1712 zde nocoval na své zpáteční cestě z korunovace ve Frankfurtu císař Karel VI. Jeho návštěva je doložena i z roku 1719. V roce 1720 poctila klášter svou návštěvou císařovna Alžběta Kristýna a její dcera Marie Terezie a v roce 1723 zde přenocoval císařský pár na korunovační cestě do Prahy. Na náklonnost císařské rodiny ke klášteru lze usuzovat také z výzdoby kopule kostela, kterou zdobila štuková císařské orlice s iniciálami císaře, ze samotného potvrzení císařským dvorním klášterem „Hofkloster“ a z čilé komunikace mezi konventem ve Vratěníně a císařským dvorem. Přesto nebyl klášter ušetřen josefínské církevní reformě.

## Ukončení činnosti konventu

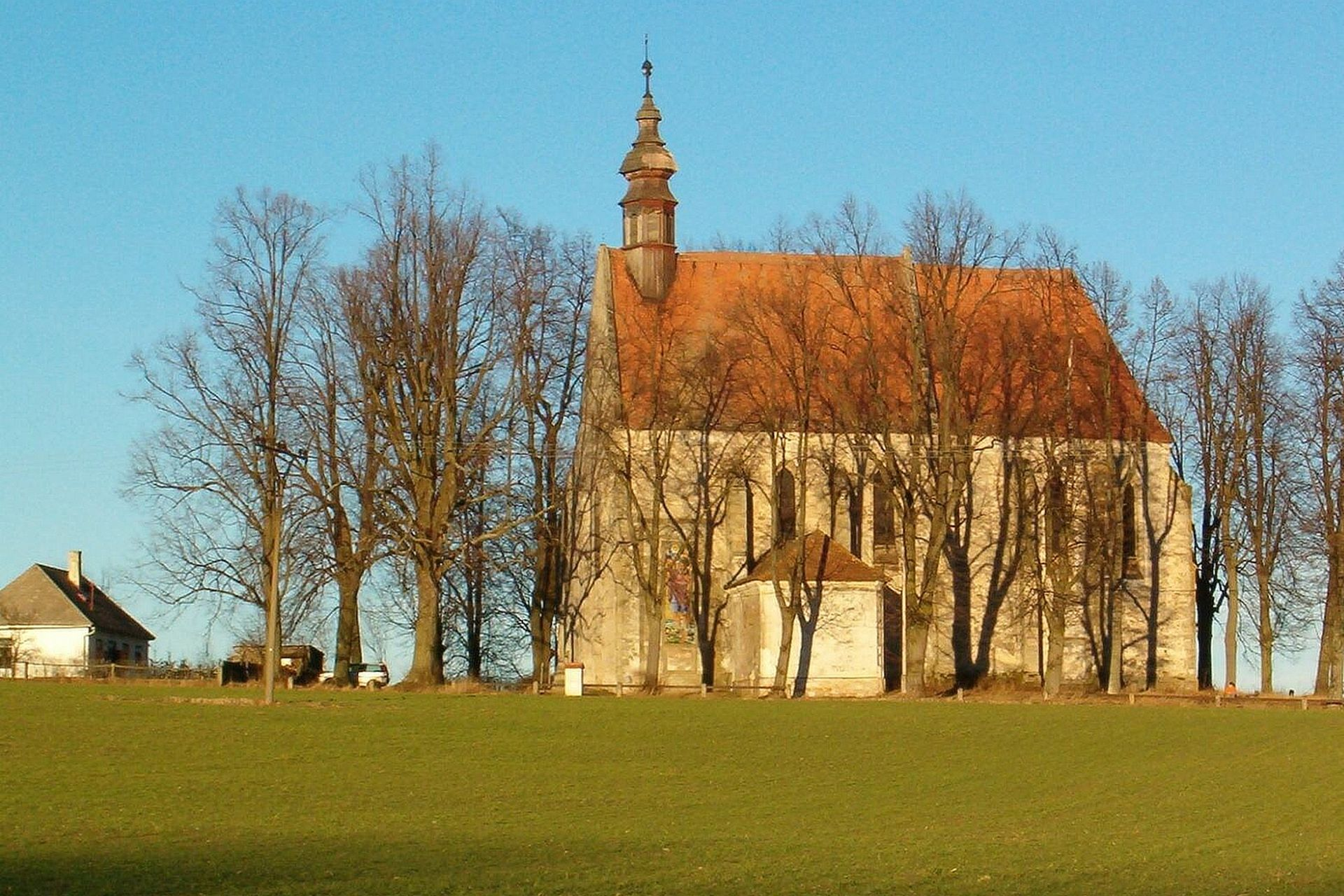
Kostel Božího těla a loretánská kaple u Slavonic. „Ve Vratěníně u Jemnice býval v letech 1687 - 1814 klášter bosých mnichů poustevníků Augustiniánů a v jejich kostele se již před rokem 1699 nalézala Loretánská kaple, ke které prý putovalo velké množství věřících. Když klášter v roce 1814 zanikl, bylo jeho zařízení rozdáno a slavoničtí farníci, díky faráři Josefu Grossovi, si vyprosili sochu Panny Marie Loretánské včetně oltáře a roku 1820 vše převezli do Slavonic do farního kostela. Během léta téhož roku byla kaple při chrámu Božího Těla dokončena a po instalaci loretánského oltáře slavnostně vysvěcena. Podobně jako v Loretě v Itálii se i zde koná 10. prosince velká mariánská slavnost.“ (Citace z knihy Karla Eichlera

Vzhledem k tomu, že řádoví bratři neplnili na farnosti, o kterou se starali premonstráti z kláštera v Jeruši (Geras), žádné praktické poslání, dorazil do kláštera 27. června 1784 císařský dekret Josefa II., který sice nenařizoval okamžitou exekuci konventu, ale požadoval redukci místních řádových bratrů. Po francouzské devastaci kláštera ve vídeňském Mariabrunnu v roce 1809 požádal sám řádový provinciál o zrušení vratěnínského konventu, aby tak mohl z jeho prodaného majetku financovat sanační práce na zničeném klášteře a v roce 1810 skutečně majetek kláštera vídeňskému klášteru připadl. V tuto dobu konvent, sestávající původně z dvaceti řádových bratrů, tvořili jeden starý kněz a dva laičtí bratři. Za napoleonských válek, kdy klášter sloužil jako vojenský lazaret, pobývali mniši na zámku v Uherčicích. Nakonec císař František I. Rakouský svým dekretem z 30. června 1814 zrušení kláštera potvrdil a mezi 30. srpnem a 15. zářím proběhla inventarizace jeho majetku.
Část barokního inventáře kostela koupili Liebenberkové, majitelé panství Louka u Znojma, pro tehdy nově stavěný kostel sv. Linharta v Havraníkách. Vratěnínský klášter a kostel pokrytý pálenými taškami se nacházel ve velmi dobrém stavu, proto konvent navrhoval přeložení farnosti k mnohem honosnějšímu a většímu kostelu klášternímu a v klášteře zřízení školy. Proti tomu samozřejmě protestoval patron farnosti klášter v Gerasu. V úvahu připadalo i zřízení piaristické základní a reálné školy. Těmto plánům učinil konec 27. září 1817 katastrofální požár, kterému padly za oběť nejprve klášterní budovy, roku 1821 vyhořel i klášterní kostel se Svatou chýší.
Ruiny kláštera byly následně rozparcelovány a prodány s cihlami soukromým zájemcům. Za tímto účelem došlo také ke stržení křížové cesty, která obklopovala vnitřní stranu budov na nádvoří. Vybavení kostela získaly okolní farnosti a klenby s mezistěnami jednoduše rozbourány. Vybavení, farníky tak milované loretánské kaple, bylo nejprve uschováno v soukromí jednoho z vratěnínských domů a 8. října 1820 převezeno za obrovské účasti místního obyvatelstva do Slavonic, kde byla během léta téhož roku dokončena kaple při chrámu Božího Těla a po instalaci převezeného loretánského oltáře slavnostně vysvěcena. V současné době jsou zbytky kláštera a kostela v osobním vlastnictví. Zámeček se zachoval téměř v nezměněné podobě a tvoří v obci zachovalý architektonický komplex. Rozparcelovaný klášter v osobním vlastnictví je postupně z privátních i státních prostředků rekonstruován.